# Giovanni Renosto
Giovanni Renosto (né le 14 septembre 1960 à Trévise) est un coureur cycliste italien, professionnel de 1980 à 1990.

## Biographie
Il a commencé sa carrière, sur route, dont son plus grand fait d'armes est d'avoir remporté une étape du Tour d'Italie 1981.
Par la suite, sur piste, il a gagné un titre de champion du monde de demi-fond en 1989. Il fut également quatre fois de suite champion national de cette discipline de 1986 à 1989.

## Palmarès sur piste

### Championnats du monde
- Colorado Springs 1986
  -  Médaillé de bronze de la course derrière derny
  -  Médaillé de bronze du demi-fond
- Lyon 1989
  -  Champion du monde de demi-fond

### Championnats d'Italie
- Champion d'Italie de demi-fond en 1986, 1987, 1988 et 1989

## Palmarès sur route

### Palmarès amateur
- 1979
  - Giro del Belvedere
  - 3e du Gran Premio di Poggiana
- 1980
  - 1re étape du Giro della Valsesia
  - 6e et 9e étapes du Tour d'Italie amateurs
  - 2e étape du Tour de la Vallée d'Aoste

### Palmarès professionnel
- 1981
  - 11e étape du Tour d'Italie
  - 2e de Milan-Turin
- 1984
  - 5e étape du Tour de Suède
  - 9e du Rund um den Henninger Turm

## Résultats sur les grands tours

### Tour d'Italie
6 participations 
- 1981 : 88e vainqueur de la 13e étape
- 1982 : 76e
- 1983 : abandon (11e étape)
- 1984 : 117e
- 1985 : abandon (16e étape)
- 1986 : 108e